# 韩忠信
韩忠信（1947年11月—），男，汉族，山西垣曲人，中华人民共和国政治人物，曾任四川省人大常委会副主任，第十一届全国人民代表大会四川地区代表。

## 生平
1968年9月加入中国共产党。毕业于中央党校政治学专业。2008年起担任全国人大代表。